# Sidemen (Youtubegrupp)
The Sidemen är en brittisk Youtube-grupp som består av internetpersonligheterna KSI, Miniminter, Zerkaa, TBJZL, Behzinga, Vikkstar123, och W2S. Gruppen producerar videor med olika utmaningar, skisser och videospel-kommentarer över sina YouTube-kanaler, som 2022 har totalt över 138 miljoner prenumeranter.
Gruppen har följande medlemmar:

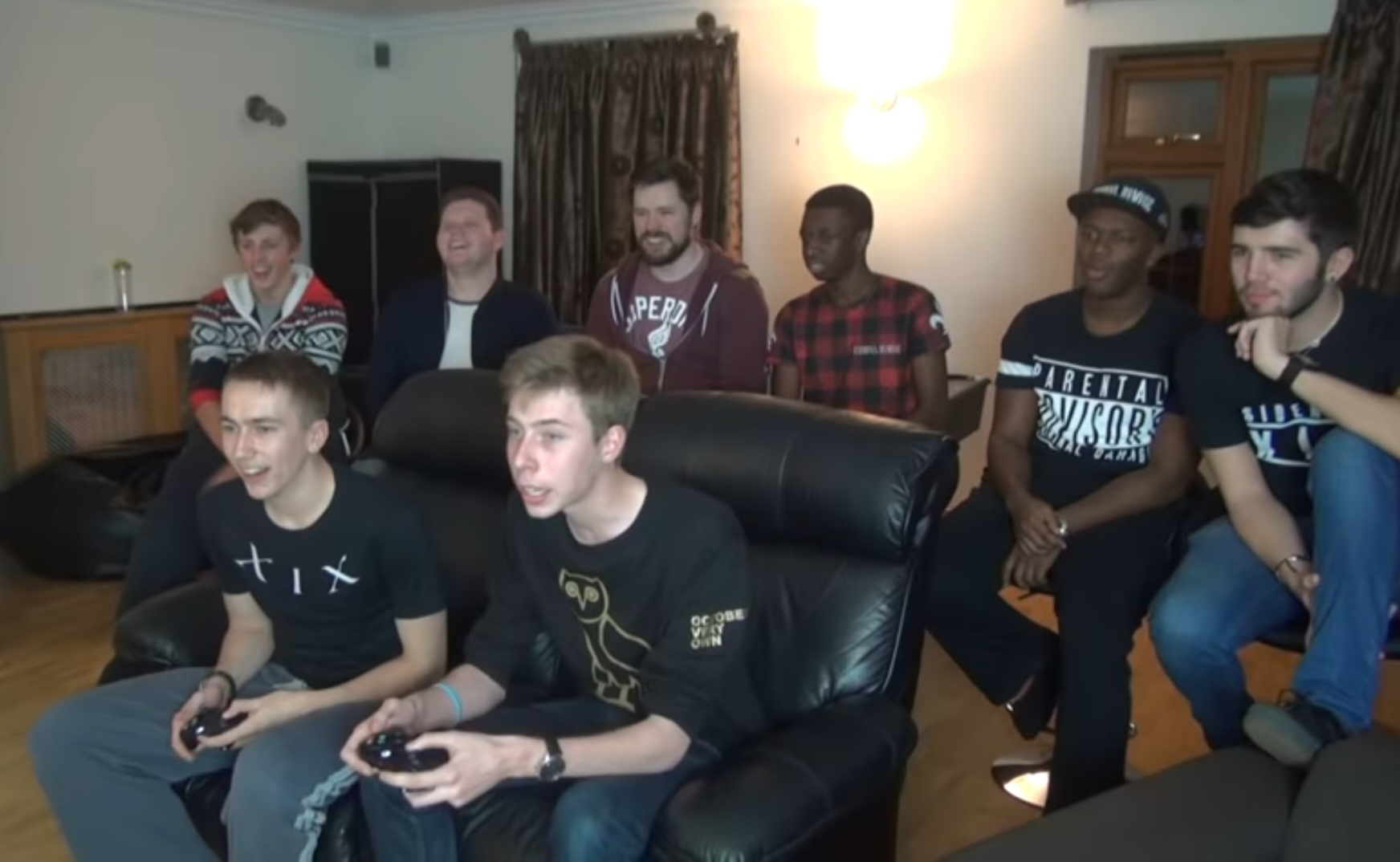
Sidemen med flera spelar videospelet FIFA 2014.

- Olajide "JJ" Olatunji – känd online som KSI (2013–nu)
- Simon Minter – känd online som Miniminter (2013–nu)
- Joshua Bradley – känd online som Zerkaa (2013–nu)
- Tobit "Tobi" Brown – känd online som Tobjizzle eller TBJZL (2013–nu)
- Ethan Payne – känd online som Behzinga (2013–nu)
- Vikram "Vik" Barn – känd online som Vikkstar123 (2013–nu)
- Harry Lewis – känd online som Wroetoshaw eller W2S (2014–nu)

## Historia
Några av medlemmarna kände varandra innan gruppen bildades. Bradley och Brown gick båda i Bexley Grammar School i London och Olatunji och Minter gick båda i Berkhamsted School i Hertfordshire.
Gruppen kommer från en Rockstar Games Social Club- grupp som skapades den 19 oktober 2013 i Grand Theft Auto Online, kallad "The Ultimate Sidemen", som inkluderade alla medlemmar utom Lewis. I januari 2014 träffade Bradley Lewis när han var på ett FIFA- spelevent i New York och bjöd in honom att gå med i gruppen.  Minter beskrev gruppnamnet och sa i en video att "En sideman är i grunden någons tik som bara följer en runt [...] Jag var i princip JJ:s tik som följde honom runt."
I februari 2014 flyttade Olatunji, Minter, Bradley och Barn in i ett hus tillsammans nära London, som de kallade "Sidemen House", vilket gjorde att de kunde samarbeta oftare. 
Den 1 december 2020 översteg gruppens namngivna YouTube-kanal 10 miljoner prenumeranter. Varje medlem i gruppen tilldelades sin egen Diamond Play Button av YouTube för att markera sin milstolpe.

### YouTube-innehåll
Gruppen har fem YouTube-kanaler, Sidemen, MoreSidemen, SidemenReacts, SidemenShorts och Sidemen en Español där den publicerar en mängd olika videor inklusive utmaningar, skisser och videospel-kommentarer.
Sidemen-kanalen hade 2022 över 16,9 miljoner följare och 4,4 miljarder visningar, MoreSidemen har över 7 miljoner följare och 2,8 miljarder visningar, SidemenReacts har över 4,8 miljoner följare och 1,7 miljarder visningar, och SidemenShorts har över 1,8 miljoner följare och 1 miljard visningar.[källa behövs]
Den 18 juni 2018 släppte gruppen en webb-tv-serie med titeln The Sidemen Show, exklusivt tillgänglig på YouTube Premium. Den består av sju 30-minutersavsnitt filmade runt om i världen tillsammans med ett antal kändisgäster.
I mars 2020 släppte Sidemen en tjugo minuter lång YouTube-video med titeln "#StayHome". Videon visade Sidemen och mer än hundra andra YouTube-videoskapare och andra kändisar som ökade medvetenheten om Storbritanniens "stay at home"-kampanj som syftade till att minska spridningen av covid-19 i Storbritannien. Alla reklamintäkter som genererades från videon donerades till NHS.
I april 2023 fick Sidemen kritik när KSI sa ordet "Paki" i en s.k. Sidemen Sunday-video publicerad den 2 april; en parodi på det brittiska spelprogrammet Countdown. Sidemen-gruppen kritiserades på Twitter efter att ett klipp med KSI som talade om förtal blev viralt med kritik från bland annat DJ:n och programledaren Bobby Friction och komikern Guz Khan. Några timmar senare twittrade KSI en ursäkt för sitt yttrande och meddelade att han skulle ta en paus från sociala medier. Sidemen Twitter-kontot släppte också ett uttalande följande dag där de bad om ursäkt för uppladdningen, med uttalandet: "Vi står emot rasism och diskriminering av alla slag och vi misslyckades med att göra det." Hela videon i fråga har sedan privatiserats. I en intervju som hölls innan Sidemen Charity Match 2023, berättade Barn för BBC angående smutskastningen att gruppen hade "mycket allvarliga möten" om acceptansen av det de skämtar om, och sa: "Vi var tvungna att erkänna att saker och ting är annorlunda än när vi först startade alla plattformar och världen har förändrats som en plats. Vi såg det som en lektion och gick vidare därifrån och jag tror att folk var mycket förstående för det och tillät oss att fortsätta göra det vi gör med en bättre känsla för ansvar."

### Andra projekt
Sedan 2014 har gruppen sålt och distribuerat Sidemen Clothing-varor, där de säljer kläder, kepsar och jackor m.m. Den 15 juli 2023 öppnade de sin första fysiska butik i köpcentret Bluewater i Kent.
Den 18 oktober 2016 släppte gruppen en bok med titeln Sidemen: The Book, utgiven av Coronet Books, och gav sig ut på en reklamturné i hela Storbritannien. Boken är en bästsäljare i Storbritannien och sålde 26 436 exemplar inom de tre första dagarna efter utgivningen.
2021 lanserade Sidemen en prenumerationstjänst känd som Side+ med extra innehåll. De lanserade också en restaurangkedja känd som Sides och en vodka känd som XIX Vodka.

## Välgörenhet fotbollsmatcher
Sidemen Charity Match är en årlig vänskapsmatch för fotboll som drivs av Sidemen för att samla in pengar till olika välgörande ändamål. De har hållits sedan 2016, med undantag för fyra års uppehåll mellan den tredje och fjärde matchen. I alla matcher hittills har gruppens sju medlemmar och olika anslutna YouTubers tävlat som Sidemen Football Club, medan olika andra YouTubers tävlat som YouTube Allstars. Den första matchen, den 3 juni 2016, hölls på St Mary's Stadium, Southampton, och samlade in över £110 000 till Saints Foundation.

## Diskografi
| "Merry Merry Christmas" (med Jme & LayZ)                                                      | 2019 | —  | —  | —  | —  | —  | —  |
| "The Gift" (med S-X)                                                                          | 2019 | 77 | 40 | 11 | —  | 27 | 26 |
| "This or That"                                                                                | 2022 | —  | —  | 23 | —  | 14 | —  |
| " Christmas Drillings "(med Jme)                                                              | 2022 | 3  | —  | 2  | 25 | 7  | —  |
| "—" anger en inspelning som inte visades på listan eller som inte släpptes i det territoriet. |      |    |    |    |    |    |    |